# Sparagmia
Sparagmia és un gènere monotípic d'arnes de la família Crambidae descrit per Achille Guenée el 1854. La seva única espècie, Sparagmia gonoptera, descrita per Pierre André Latreille el 1828, es troba a Amèrica Central, Amèrica del Sud i a les Antilles. Els registres inclouen Argentina, Brasil, Panamà, Costa Rica, Puerto Rico, Cuba i Jamaica.

## Subespècies
- Sparagmia gonoptera gonoptera
- Sparagmia gonoptera shoumatoffi Munroe, 1958 (Jamaica)